# Радослав Камінський
Радослав Камінський (пол. Radosław Kamiński; нар. 28 вересня 1989) — польський футболіст, захисник клубу «Світ» (Новий-Двір-Мазовецький).

## Життєпис
Вихованець клубу КС «Ломянки». З 2008 року виступав у першій команді цього клубу. У 2012 році перейшов до «Світа» (Новий-Двір-Мазовецький).
31 липня 2015 року підписав контракт з клубом третього дивізіону Джей-ліги «Фудзіеда МІФК». Можливою причиною переїзду Радослава було бажання буди ближчим до брата, Кшиштофа Камінського, який вже виступав в Японії за клуб «Джубіло Івата». Проте вже того ж року залишив склад «Фудзіеди».
1 січня 2016 року підписав контракт зі своїм колишнім клубом — «Світа» (Новий-Двір-Мазовецький).